# Haakon Paulsson
Haakon Paulsson  (apodado el imperioso) fue un caudillo vikingo que gobernó como jarl de las Orcadas (r. 1103-1123) junto a su primo Magnus Erlendsson.
Su padre fue Paul Thorfinnsson, hijo de Thorfinn Sigurdsson e Ingibiorg Finnsdottir. Por rama materna, el padre de Ingibiorg Finn Arnesson y su esposa, estaban vinculados familiarmente con los reyes noruegos, Olaf II y Harald II. Su padre y su tío, Erlend, gobernaron juntos como jarls de las Orcadas. Orkney. El rey Magnus III de Noruega tomó posesión de las islas Orcadas en 1098 y apartó a los hermanos del poder. Haakon Paulsson fue consignado regente del príncipe heredero, el futuro rey Sigurd I de Noruega, que nombró jarl a Haakon a principios de 1105.
Según la saga Orkneyinga, su primo Magnus Erlendsson fue al principio rechazado por la élite noruega por sus convicciones religiosas. Magnus se vio obligado a buscar refugio en Escocia, pero regresó a las Orcadas en 1105 y luchó por la sucesión con Haakon. Fracasando en la negociación para llegar a un acuerdo, Magnus buscó el apoyo del monarca noruego Øystein I de Noruega quien le concedió compartir el gobierno de las Orcadas.
Magnus y Haakon gobernaron juntos desde 1105 hasta 1114. Sus seguidores entonces se fueron decantando por uno u otro hasta reunirse en el Thing de las Orcadas, listos para entrar en batalla cuando fuera preciso. Se negoció la paz y ambas partes negociaron encontrarse en la isla de Egilsay, cada uno con dos naves. Magnus cumplió con sus dos naves, pero Haakon llevó ocho. Magnus se refugió en la iglesia de la isla por la noche, al día siguiente fue capturado y se le ofreció el exilio o la prisión. El Thing insistió en que uno de los jarls debía morir para mantener la paz, y Haakon mató a Magnus en la isla de Egilsay en abril de 1116. Este hecho alimentó la leyenda de Magnus como mártir y la construcción de la Catedral de San Magnus de Kirkwall.

## Herencia
Haakon casó con Helga Moddansdatter (n. 1072), hija de Maddan de Caithness y fruto de esa relación nacieron cuatro hijos:
- Harald Haakonsson
- Paul Håkonsson
- Ingebjörg Håkonsdatter (n. 1105), que sería esposa de Olaf I de Mann.
- Margaret Håkonsdatter (n. 1115), que sería esposa de Madach de Atholl. Serían los padres de Harald Maddadsson; en segundas nupcias Margaret casaría con Erlend Haraldsson, un matrimonio político.[8]

Otros hijos:
- Hvarflad (Gormflaeth) Haakonsdottir (1095-1113), que se casó con Gillebride mac Gilladomnan.